# Roberto Mauro
Roberto Mauro Benmyara Vidal (Rio de Janeiro, 3 de agosto de 1940 - Rio de Janeiro, 29 de abril de 2004) foi um ator, diretor, produtor e roteirista brasileiro. Roberto Mauro foi um dos produtores cinematográficos no ciclo de produção da boca do lixo, na cidade de São Paulo, onde se produzia filmes de caráter popular com uma grande aceitação, um exemplo são as inúmeras pornochanchadas produzias nesta região . Seus maiores sucessos são: "Desejo Violento" (1978), "Um Menino... Uma Mulher" (1980) e "A Praia do Pecado" (1977).
Aproveitando uma onda de mudanças e na difusão de novos gêneros, no cinema brasileiro, Roberto Mauro vinha a ser pioneiro no surgimento das pornochanchadas, em 1970  .  (década onde estas se consolidaram como forte gênero popular). Suas pornochanchadas costumam se valer de histórias de humor mirabolantes, temáticas policiais e até mesmo de cangaço.    
    Pelo contrário das chanchadas, que se limitavam a satirizar temas sociais e filmes do cinema de Hollywood sem malícias contundentes, as pornochanchadas introduziram intenções bem mais explícitas ao cinema, ainda assim mantendo um equilíbrio entre o humor e erotismo como forma de liberação de costumes e revolução sexual, ao mesmo tempo que impunha aventura, drama e violência, numa prova viva de que a erotização nas pornochanchadas não obscurece a atuação de outros afamados gêneros cinematográficos.    
    Enquanto as pornochanchadas, de modo geral, representavam um processo de libertação de valores, numa tentativa de afrontar as normas padrões na sexualidade, doutro modo, utilizavam essa voz de erotismo como o elemento que carregava os filmes, geralmente pautadas em tramas policiais, narrativas de aventura e histórias de cangaço. Em " As Cangaceiras Eróticas"(1974), de Roberto Mauro, por exemplo, já havia uma troca de valores sociais na questão do erotismo - a figura sensual da mulher, subvertia a ideia de fêmea disponível para o desfrute do prazer sexual do homem. Na trama, o bando de cangaceiras utilizava o sexo como instrumento de prazer, mas ainda assim, o representava como uma arma de dominância e de vingança contra seus inimigos homens.
Ao final dos anos 80, Roberto Mauro se converte ao cristianismo protestante e se torna pastor na Igreja Evangelho Quadrangular. Após a sua conversão, Roberto Mauro para de produzir filmes, mas reconhece o valor históricos e culturais das pornochanchadas. 

## Carreira
| Nome do Filme                                  | Função                         | Ano  | Gêneros     |
| ---------------------------------------------- | ------------------------------ | ---- | ----------- |
| Águias de Fogo                                 | Ator                           | 1966 | Série de TV |
| 2000 Anos de Confusão                          | Ator e Produtor                | 1969 | Comédia     |
| Uma Mulher Para Sábado                         | Produtor                       | 1971 | Drama       |
| Lua-de-Mel e Amendoim                          | Produtor                       | 1971 | Comédia     |
| Idílio Proibido                                | Ator e Produtor                | 1971 | Ator        |
| As Mulheres Amam por Conveniência              | Diretor e Roteirista           | 1972 | Drama       |
| As Cangaceiras Eróticas                        | Diretor                        | 1974 | Ação        |
| O Poderoso Machão                              | Diretor                        | 1974 | Comédia     |
| O Incrível Seguro de Castidade                 | Diretor e Roteirista           | 1975 | Comédia     |
| Pesadelo Sexual de Um Virgem                   | Diretor e Roteirista           | 1976 | Comédia     |
| A Ilha das Cangaceiras Virgens                 | Diretor e Roteirista           | 1976 | Comédia     |
| Socorro! Eu Não Quero Morrer Virgem            | Diretor                        | 1976 | Comédia     |
| Será Que Ela Agüenta?                          | Diretor e Roteirista           | 1977 | Comédia     |
| Desejo violento                                | Diretor                        | 1978 | Comédia     |
| A Praia do Pecado                              | Diretor                        | 1978 | Comédia     |
| Eu Compro Essa Virgem                          | Diretor e Roteirista           | 1979 | Comédia     |
| Um Menino... Uma Mulher                        | Diretor e Roteirista           | 1980 | Drama       |
| Viagem ao Céu da Boca                          | Diretor                        | 1981 | Drama       |
| Mar do Pecado                                  | Diretor e Roteirista           | 1982 | Drama       |
| Eteia, a Extraterrestre em Sua Aventura no Rio | Diretor, Roteirista e Produtor | 1983 | Comédia     |
| Taradas no Cio                                 | Diretor                        | 1983 | Comédia     |
| Solar das Taras Proibidas                      | Diretor, Roteirista e          | 1984 | Adulto      |

## Filmografia
2000 anos de confusão  (1969): Estreia de Roberto Mauro, ao qual desempenha o papel de gerente de produção. O filme é uma comédia dirigida e roteirizada por Fauzi Mansur e conta a história do bonitão que quer dar o "golpe do baú" na filha de um ricaço à beira da falência. No fim, uma quadrilha que o seguia, rapta a moça e a prima dela. Com o auxílio de agentes da A.N.C.O.L. e de seu amigo Malóca (Dedé Santana), liberta as moças e aceita o casamento malogrado.
Uma mulher para sábado  (1970): Desafiando as convenções sociais, dois rapazes e duas moças se isolam deliberadamente numa praia e procuram dar vazão à sua ânsia de viver. Nessa experiência incomum, todos ignoram seus nomes e se chamam por números (um, dois, três, quatro, etc), passando a agir sem nenhum dos freios impostos pela civilização. Os momentos vividos na praia - cheios de violência e sensualidade, aprofundam os laços entre os quatro jovens, revelando ao mesmo tempo a personalidade mais secreta de cada um. Retornando à cidade, eles se separam e retomam sua vida normal. A descoberta do amor, o inconformismo e a audácia agora vão se chocar contra a realidade cotidiana, e tudo sofrerá uma reviravolta.
Lua-de-mel e amendoim  (1971): Conta a história de Márcia, que consegue chegar virgem ao casamento com Alberto, um paquerador inveterado. Durante a lua de mel em Guarujá, Alberto sofre uma indigestão com amendoim, não consegue ter relações com a mulher e se consola com uma estrela italiana, Eleonora. Márcia foge para casa. Seus pais se digladiam com a família de Alberto, mas, no fim das contas, o casal consuma o matrimônio.
Idílio proibido  (1971): Lígia, maníaca sexual, casa-se com um fazendeiro vizinho, Ricardo, mas logo o trai com outros homens, entre eles um antigo namorado, Luiz, e também com a cunhada lésbica, Betty. Percebendo que Ricardo quer interna-la num sanatório, a fim de apossar-se de suas terras, Lígia simula um afogamento e foge para um vilarejo do interior. Atraída por um menino de 12 anos, Antônio, tenta seduzi-lo, mas o garoto morre atropelado. Lígia é, afinal, descoberta pela polícia." 
As mulheres amam por conveniência  (1972): Drama que representa a própria boca do lixo. Conta a história de um cineasta que apaixona-se por uma garota pura feito anjo. Descobre, contudo, que ela já foi amante de um bandido e que já teve muitos homens em sua vida. Enquanto seu filme faz sucesso, a garota se degrada a ponto de ser marginalizada no próprio ambiente de submundo da Boca do Lixo. O cineasta decide então recuperá-la para a sociedade. (Baseada em Guia de Filmes, 40)
As cangaceiras eróticas  (1974): As filhas de um cangaceiro, cujo bando foi exterminado por traição de Cornélio Sabiá, são levadas por Toneco para o orfanato do padre Lara. Dez anos depois, Toneco, esperando se vingar, entra para o bando de Sabiá que, descobrindo o paradeiro das moças, destrói o orfanato, matando o padre e a diretora. As jovens partem em busca de Sabiá. Paulo Pastor lidera, com Jasmim e Débora, as cangaceiras eróticas, assim chamadas porque procuram um companheiro “super macho”. Pastor enfrenta e vence Sabiá, acabando por ganhar o amor de Jasmim.
O poderoso machão  (1974): Comédia do gênero pornochanchada que conta a história de Horácio, borracheiro que vive no interior de São Paulo. Este, ao contrário de seu sócio – Platão, não tem o mesmo sucesso no bordel local. Ao saber que ganhou uma fortuna, Horácio se transforma de noivo fiel em mulherengo e escandaliza a cidade ao aprontar seu parceiro, inúmeras aventuras na casa de Turca.
O incrível seguro da castidade  (1975): Afonso é informado de que sua mulher deu à luz uma menina e, mesmo sem vê-la, vai registrá-la como Nair, fazendo em seu nome um seguro de castidade no valor de 30 milhões de cruzeiros. Ao chegar à maternidade, entretanto, tem uma surpresa: houve engano e a criança é, na verdade, um menino. Graças ao choque, Afonso tem um colapso e morre. Resta agora à mãe zelar pela castidade do filho, o infeliz Naná, que desde cedo, revela preferência pelas meninas. Em sua luta para chegar virgem aos 21 anos e receber o prêmio do seguro, Naná sofre alucinações eróticas e enfrenta as artimanhas da companhia seguradora - que não quer pagar o prêmio - mas tudo suporta estoicamente até a vitória final. (Guia de Filmes, 58)
Pesadelo sexual de uma virgem  (1975): Filme de comédia baseado na Divina Comédia, obra de Dante Alieghieri. A história conta a jornada de Dante, jovem estudante, que é levado à presença do diretor da escola devido a uma brincadeira que suas colegas tramaram. Como castigo, recebe a tarefa de ler e decorar toda a 'Divina Comédia', em apenas três dias. Obcecado pela leitura, o rapaz identifica-se com o personagem do livro e passa a viver, na imaginação, uma série de aventuras com as mulheres famosas da história (Cleópatra, Messalina, Eva e Ula), dando vazão aos seus instintos reprimidos. De volta à realidade, Dante tem sua primeira experiência sexual com uma prima, causando transtornos no ambiente familiar. Mas tudo termina bem, e os dois jovens acabam se casando.
A ilha das cangaceiras virgens  (1976): Numa ilha quase selvagem, um grupo de moças mantém um hotel, aonde chegam Sizenanda e seu marido Walter. A calma local é interrompida pelo ataque de Ferreirão e seu bando de cangaceiros. Eles cometem uma série de violências e matam Walter. As moças começam a se preparar contra outro possível ataque dos bandidos, passando a treinar tiro ao alvo e outras técnicas de defesa. Mandam confeccionar roupas de cangaceiras e, quando se sentem preparadas, são autorizadas a agir em nome da lei pelo delegado da vila. Iniciam uma caçada ao bando de Ferreirão e, após inúmeras aventuras, conseguem exterminá-lo". (Guia de Filmes)
Socorro! Eu não quero morrer virgem  (1976): Canão e Konjoka, detetives da organização internacional Interpola, após terminarem um trabalho de investigação em Assunção, no Paraguai, são incumbidos de descobrir quem anda roubando joias em hotéis de boa categoria na região. Transferem-se para Foz do Iguaçu, onde provavelmente o ladrão estará, e iniciam seu trabalho num hotel de turistas, onde encontram vários casais em lua-de-mel. Os detetives, dois trapalhões, interrompem vários colóquios amorosos, propiciando inúmeras confusões aumentadas pelos ciúmes de Vilma, mulher escandalosa que procura seu marido, pronto a se tornar bígamo. Finalmente, os ladrões são descobertos na figura de um falso casal de noivos. Dante e Virgínia, de quem ninguém desconfiava pois se fazia acompanhar de um padre, cúmplice de ambos.
Será... que ela aguenta?  (1977): Na noite de núpcias, uma jovem e inibida esposa, foge do marido, apavorada com a ideia da consumação do casamento, fazendo com que este passe a se consolar com outras mulheres. O acontecimento ganha as manchetes de todos os jornais do país e o prefeito da cidadezinha de Não me Toques, zeloso da desmoralização do lugar, promove uma campanha de progresso e contrata um doutor em Psicologia do comportamento humano para comandar a campanha. Mas, durante a viagem do doutor, o chefe do trem, enquanto todos estavam dormindo, acorda o homem errado para saltar na estação de Não me Toques - um louco que deveria ser internado num hospício na estação seguinte. O louco é recebido com todas as honras e com carta branca para agir pelo prefeito da cidade. A confusão é enorme, pois ele passa a quebrar todos os tabus tradicionais e ninguém suspeita de sua verdadeira identidade.
Desejo violento  (1978): José, empresário jovem de vida solitária, inicia uma relação amorosa com Tânia, prostituta de luxo de uma boate. Espanta-se ao agredi-la brutalmente no primeiro encontro e a partir de então sofre radical transformação. À noite é tomado de violenta compulsão e realiza assaltos semelhantes ao de Lalau, esquecendo o ocorrido pela manhã e estranhando as provas de sua ação noturna. Na sua vida dupla, José continua seus encontros com Tânia, que serve de mensageira para levar parte do produto dos roubos à mãe de Lalau, e, paralelamente, inicia um namoro com Maria, a tímida secretária que o amava em silêncio. Um detetive disfarçado de mendigo segue José e Tânia a um motel. Quando o rapaz sai para um novo assalto, é ferido por policiais, sendo preso pelo detetive e levado a um hospital. Segundo o médico, José sofre de uma espécie de epilepsia que causa amnésia temporária, ocasionando a libertação da violência reprimida. É um caso incurável.
A praia do pecado  (1978): Gabriel, jovem advogado, incumbe-se do caso de seu amigo Manoel, pacato contador acusado do assassinato da prostituta de luxo Rosely. Ele descobre que a moça foi morta por Pé de Anjo, interessado em reaver papéis importantes e comprometedores da quadrilha chefiada pelo milionário Jairo Korfi, que explora o tráfico de drogas, o mercado negro e o lenocínio em áreas de São Paulo e do Rio de Janeiro. Jairo mora em Caraguatatuba, de onde dirige seus negócios, e Gabriel ruma para lá, vindo a saber que o ricaço havia estuprado a própria filha, Lídia, colocando-a como cafetina em uma de suas casas de prostituição. Jairo começa a desconfiar da presença de Gabriel nas imediações de sua casa, e tenta retira-lo da cidade. Com a ajuda da caiçara Odete, Gabriel desvenda toda a rede de crimes de Jairo, e desbarata a quadrilha.
Eu compro essa virgem  (1979): Em Campo Verde, pequena cidade do interior, os homens estão revoltados com suas esposas que negligenciam as tarefas domésticas para assistirem as novelas da televisão. Reúnem-se em assembleia e decidem desligar a torre retransmissora. Em represália, as mulheres promovem uma greve de sexo, ganhando a adesão do bordel de Madame Fani. Em meio ao movimento, um coronel insiste com Madame Fani para que lhe arranje uma virgem. A chegada ao bordel de uma índia, que se declara virgem, deixa o coronel e todos homens da cidade excitados. Todos querem disputar a primazia da primeira noite, não concordando com a prioridade dada ao coronel. As mulheres promovem passeatas reivindicando o religamento da torre. Telespectador assíduo, o padre local devolve a paz a Campo Verde, promovendo a volta das novelas.
Um menino, uma mulher  (1980): Silvinho, um menino sensível, defronta-se com o mundo adverso da favela: sua irmã se prostitui ainda criança, seu pai é alcoólatra e sua mãe, lavadeira e filha de santo na umbanda. Rafaela, mulher rica cujo marido Fernando viaja constantemente com seu conjunto musical, socorre Silvinho, empregando-o em pequenos afazeres em sua casa. Rafaela obtém grande sucesso em sua profissão ao chantagear um juiz, seu ex-amante. Numa festa em sua casa, Silvinho é seduzido por ela. Ângela, amiga de Rafaela, se envolve amorosamente com Eduardo, um cantor de boate, que está apaixonado pela dona da festa. Ao voltar de uma viagem, Fernando espanca Rafaela, depois de perceber suas ligações extraconjugais. Silvinho, presenciando a briga, se oferece para fazer um 'despacho', que com o consentimento da esposa, é concretizado. Rafaela aparece misteriosamente assassinada e as investigações não levam a nada, pois tanto Fernando, quanto Eduardo ou o juiz, suspeitos principais, têm fortes álibis. Silvinho, sob pressão e ameaça de tortura, confessa o crime.
Viagem ao céu da boca  (1981):Nilo Barrão rouba um carro da companhia telefônica e assaltar a mansão de Mara, esposa de um industrial em férias. Ninfomaníaca, ela exige que Nilo a violência, mas ele satisfaz apenas parcialmente seus desejos, pois prefere arquitetar violências físicas contra Paula, travesti que mora na mesma casa. A chegada de um recenseador míope interrompe, por instantes, o jogo sadomasoquista. Terezinha, sobrinha adotiva de Mara, depois de voltar da escola, é desvirginada, com seu consentimento, por Nilo. Paula, transformada repentinamente em feiticeira, resolve se vingar: castra o assaltante, que acorda, assustado, numa cadeia. O delegado, neste momento, com risadas sádicas, vem buscá-lo para mais uma sessão habitual de tortura.
Mar do pecado  (1982) :Uma jovem liberada vai com as amigas em um passeio de iate. Depois de um acidente, se veem perdidas numa ilha deserta, onde encontram três homens que podem ser fugitivos de um manicômio. A situação entre eles vai à loucura, literalmente.
Eteia, a Extraterrestre em Sua Aventura no Rio  (1983): Paródia e continuação não "autorizada" do filme Norte-americano E.T. O Extraterrestre (1982) Roberto Mauro produziu, dirige e roteiriza o filme sobre o retorno do ET ao seu planeta de origem. No entanto, ao que parece, o ET não chegou ao seu destino, pois a sua namoradinha Etéia chega em sua nave espacial ao Rio de Janeiro, na esperança de encontrar o seu bem amado e é envolvida em situações controversas. Etéia encontra um amigo, Cacau, que é seduzido pelos seus encantos, além de malandramente ser a pessoa mais interessada em proteger Etéia da fúria dos terráqueos, pois Etéia, dentre todos os poderes, possui a virtude de se transformar em várias garotas lindíssimas e ao mesmo tempo. Mais tarde, desiludida com sua vida na Terra, Etéia volta ao seu planeta.
Taradas no cio  (1983): Com a famosa abertura do regime, os filmes da antiga pornochanchada começaram a se tornar cada vez mais explícitos e apelativos. Este conta a história de Cris, um camelô que conhece Amanda, uma mulher recém-desempregada, no Rio de Janeiro. Eles e mais dois amigos abrem uma empresa de cobrança e fazem de tudo para obter o dinheiro. Amanda começa a se apaixonar por Cris. Um dia ele vai transar com uma mulher. Enciumada, ela monta uma nova firma, atendendo também no ramo da prostituição. Com uma equipe de moças, elas prestam serviços a senhores. Cris tem de fazer uma cobrança e precisa localizar um tal de Oscar. Um outro Oscar, que chefia um grupo de gangsteres e estão metidos no ramo cinematográfico, pensa estar sendo procurado. Eles raptam a protagonista de um filme. Todo o elenco brinca nu à beira de uma piscina. Todos os atores desnudos lançam Oscar e seu bando dentro d'água.
Solar das taras proibidas  (1984): Conta a história de cinco mulheres e uma tia ninfomaníaca. Elas recebem dois sobrinhos para passar uma temporada em seu solar, em Petrópolis. No entanto, os rapazes não são sobrinhos, mas sim massagistas contratados pelo caseiro, a mando da tia. Enquanto as coisas acontecem no solar, as cinco mulheres sofrem uma chantagem, em consequência da estranha morte de um homem desaparecido no passado, tido pela imprensa como vítima da tia, a maior suspeita. A verdade que se procura estabelecer, então, é que o homem havia morrido durante um ato sexual com a tia ninfomaníaca. Ao pedir socorro a um delegado amigo, a tia megera volta a ser inocentada, enquanto o chantagista acaba preso e os dois falsos sobrinhos simplesmente vão embora. A tia resolve programar novamente outros 'sobrinhos' com o caseiro.

## Relação com a crítica
Como a maioria dos diretores da pornochanchada Roberto Mauro era muito criticado pela crítica especializada da época, que não viam pouco ou às vezes nenhum valor nas suas obras, as principais reclamações das críticas eram as mesmas que se estendiam ao gênero: falta de técnica, pobreza estética, personagens mal construídos, apelo sexual e más atuações. Uma crítica no jornal da manhã em 1976 sobre o filme "As Ilhas das Cangaceiras Virgens", o autor escreveu o seguinte trecho:
"desta vez Mauro nem sequer é, dentro da mediocridade a que deliberadamente se propõe, um condutor de alguma habilidade. É verdade que a produção de “A Ilha das Cangaceiras Virgens” é, por incrível que pareça, dum padrão ainda mais precário do que Roberto Mauro tem feito, o que pode ser justificativa, até certo ponto, para também ele ter agido desta vez ainda mais desleixadamente do que de costume, mas, de qualquer maneira, aquele mínimo de competência que ele habitualmente, apesar de tudo, dá a impressão de possuir aqui também desaparece quase que totalmente, chegando em algumas tomadas, a enquadrar de maneira tão errada que nem se consegue mostrar a ação de maneira devida, tão distanciada mantem-no do espectador"
Roberto Mauro porém tinha uma visão bem diferente dos críticos e chegou a confronta-los em uma entrevista que deu a segunda edição revista close up em 1976, ele inclusive chegou a atacar diretamente a crítica ao dizer:
"vocês já viram pretensos intelectuais rirem? Eles não riem nunca pois é uma fraqueza da plebe ignata."
Outra fala interessante dele na entrevista é que ele defende a existência da pornochanchada para a manutenção de uma indústria cinematográfica, ele acreditava que a existência do gênero que levava multidões ao cinema poderia ser a base econômica da criação filmica brasileira, ele disse a seguinte fala:
"...enquanto eles nos marginalizam, nós vamos trabalhando para que o cinema nacional ganhe cada vez mais público, e em consequência, mais lastro financeiro, de tal forma que hoje somos uma indústria mesmo."